# 영천 이씨 (이능간)
영천 이씨(寧川李氏)는 전라북도 남원시를 본관으로 하는 한국의 성씨이다.

## 역사
시조 이능간(李凌幹)은 고려의 반전별감으로서 원나라에서 고려의 왕을 토번으로 보낼 때 왕을 호위직을 맡았으며, 1326년에 지사사우상시(知司事右常侍)로 원나라가 고려를 없애고 성(省)을 두려하는 것을 막아내어 면좌당(免左堂)이라는 액호를 받았다.
1332년에는 고려의 문하시중을 지내며 조적의 난을 평정하는데 일등공신으로 영천부원군에 봉해졌다.

## 참고 자료
- “영천이씨(寧川李氏)”. 뿌리를 찾아서.[깨진 링크(과거 내용 찾기)]